# Le Revard
Pour les articles homonymes, voir Revard.
Le Revard est une station touristique et de sports d'hiver de France située en Savoie, dans le massif des Bauges, au sommet du mont Revard, en balcon au-dessus d'Aix-les-Bains. Elle est située sur les communes des Déserts, Montcel, Mouxy et Pugny-Chatenod et fait partie du domaine skiable de Savoie Grand Revard.

## Histoire
Le station était accessible par un chemin de fer à crémaillère et un téléphérique.